# Babiana pygmaea
Babiana pygmaea är en irisväxtart som först beskrevs av Nicolaas Laurens Nicolaus Laurent Burman, och fick sitt nu gällande namn av John Gilbert Baker. Babiana pygmaea ingår i släktet Babiana och familjen irisväxter. Inga underarter finns listade i Catalogue of Life.